# 阿瓦島

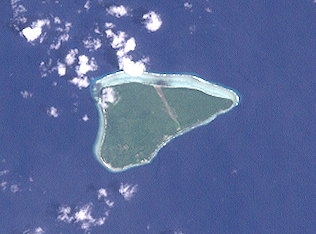
阿瓦島衛星圖

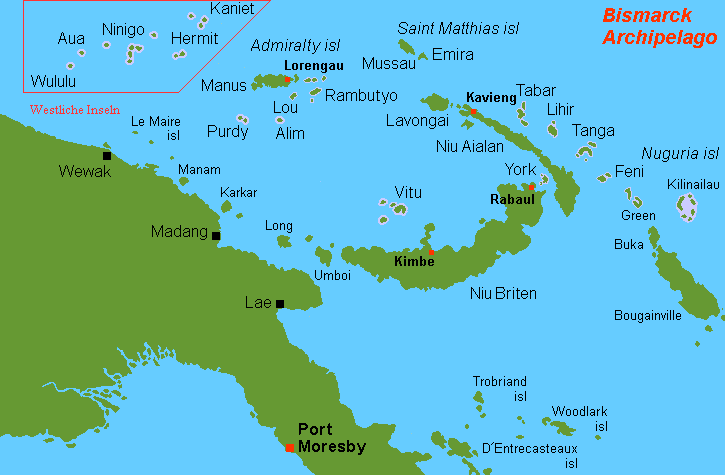
阿瓦島位於圖左上方

阿瓦島是巴布亞新幾內亞馬努斯省的島嶼，位於馬努斯島西北255公里的太平洋海域，屬於俾斯麥群島的一部分，面積7平方公里，島上有機場設施。
1°27′S 143°04′E / 1.450°S 143.067°E